# Gustaf Sundén
Carl Gustaf Sundén, född 13 februari 1880 i Göteborg, död där 16 juni 1950, var en svensk ingenjör.
Gustaf Sundén var son till snickaren Johan Andersson. Han genomgick Chalmers tekniska läroanstalt 1898–1902. Han var därefter verksam i Göteborg som ingenjör vid F. H. Lamms elektriska konsulteringsbyrå 1902–1904 och vid AB Magnet 1904–1905 samt föreståndare för Elektriska AB Magnets ingenjörsbyrå 1905–1907. 1907–1912 tjänstgjorde han som chef för Förenade elektriska AB:s filial i Göteborg, och han var avdelningschef vid dessa bolags huvudkontor i Ludvika 1912–1914, vid Hemsjö kraftaktiebolag i Karlshamn 1914–1915 och vid Elektriska motorfabriken Eck i Partille 1915–1917. I Göteborg var han från 1917 till sin död konsulterande ingenjör och från 1919 VD i det av honom grundade AB Elektriska apparatfabriken. Sundén var verksam som kontrollingenjör för statliga och kommunala verk med mera. 1908–1910 utarbetade han en metod för elektrisk uppvärmning av rum genom strålning medelst ackumulerande ugnar, och anläggningar enligt detta system har han utfört bland annat för många kyrkor. Han utförde dessutom elektriska kraft- och belysningsanläggningar. Sundén publicerade bland annat Elektrisk uppvärmning av bostäder och för industriella ändamål (1910) och Nyare elektriska värmeanläggningar och elektrotermiska konstruktioner (1913). Han innehade patent i Sverige och utlandet på elektrisk belysningsarmatur, högackumulerande värmeapparater med mera.